# قورباغه همیلتون
قورباغه همیلتون (نام علمی: Leiopelma hamiltoni) نام یک گونه از تیره قورباغه‌های بدوی نیوزیلند است. این گونه بزرگ‌ترین قورباغه شناخته شده در نیوزیلند می‌باشد. همچنین قورباغه همیلتون یکی از کوچک‌ترین قورباغه‌های شناخته‌شده در جهان است. اندازه پاهایش ۴۳میلی‌متر و کل طول بدنش حدود ۵۲میلی‌متر می‌باشد. این جانور از گونه‌های شب‌زی محسوب می‌شود. قورباغه همیلتون از انواع حشرات، مانند، مگس سرکه، جیرجیرک‌های کوچک، بیدها، و دم‌فنری‌ها و دیگر انواع بندپایانی تغذیه می‌کنند.
قورباغه همیلتون اغلب خوراک درندگانی چون، سوسمار پل‌دماغی و موش صحرایی سیاه می‌شود.